# Halid
Za članak o imenu, pogledajte Halid.
Halid je binarno jedinjenje. Jedan njegov deo je atom halogena, a drugi deo je element ili radikal sa manjom (ili većom) elektronegativnošću od halogena. Halid može da bude fluorid, hlorid, bromid, jodid, ili astatid. Mnoge soli su halidi. Svi alkalni metali formiraju halide. Oni su bele čvrste materije na sobnoj temperaturi.
Halidni jon je atom halogena sa negativnim nabojom. Halidni anjoni su fluorid (F−), hlorid (Cl−), bromid (Br−), jodid (I−) i astatid (At−). Ovi joni su prisutni u svim jonskim halidnim solima.

## Testovi
Halidna jedinjenja kao što je ,  i  se mogu testirati sa rastvorom srebro nitrata, AgNO3. Halogen reaguje sa Ag+ i formira precipitat različite boje u zavisnosti od halogena:
- : ne taloži se
- : beo
- : krem (bledo žut)
- : zelen (žut)

Za organska jedinjenja koja sadrže halide se koristi Bajlštajnov test.